# Archive
Archive ist eine englische Musikgruppe aus London. Anfangs eine Trip-Hop-Band, vereint ihre Musik Einflüsse aus Trip-Hop, Post- und Indie-Rock.

## Geschichte
Die Band wurde 1994 von Darius Keeler und Danny Griffiths gegründet, welche schon vorher zusammen in der Breakbeat-Hardcore-Band Genaside II gespielt hatten. Nach einiger Zeit wollten sie ihren Musikstil jedoch ausweiten und begannen, ihre eigenen Lieder zu schreiben. Das erste Album (zusammen mit der Sängerin Roya Arab und dem Rapper Rosko John) namens Londinium erschien 1996 bei Island Records. Es war stark beeinflusst von Massive Attack, enthielt aber auch Rap- und Alternative-Rock-Elemente. Trotz der guten Kritiken, die das Album erhielt, trennte sich die Band vorerst im selben Jahr, nachdem Unstimmigkeiten zwischen Roya Arab und Rosko John aufgekommen waren.
1999 veröffentlichten Archive ihr zweites Album Take My Head mit der Sängerin Suzanne Wooder, das deutlich poppiger und melodischer als ihr Erstwerk ausfiel. Dem Album war jedoch kein kommerzieller Erfolg beschieden.
Ein Jahr später verpflichteten Darius Keeler und Danny Griffiths den Sänger Craig Walker von Power of Dreams. Es folgte das Album You All Look The Same To Me, das der Band mehr Popularität verschaffte und gute Kritiken erhielt. Vor allem in Frankreich bildete sich eine größere Fangemeinde. 2003 produzierte die Band den Soundtrack zu dem französischen Film Michel Vaillant, ein Jahr später kam das Album Noise heraus. Deutlich erkennbar ist die Stilveränderung hin zum Progressive-Rock, wobei immer noch Trip-Hop-Elemente vorhanden sind.
Im November 2004 verließ Craig Walker die Band, wenige Tage vor der Veröffentlichung von Unplugged. Er wurde durch Dave Pen ersetzt. Im Sommer 2006 erschien das Album Lights mit einem weiteren neuen Sänger, Pollard Berrier, der seit 2005 an den Songs mitschrieb. Kurz darauf, 2007, folgte das Album Live at the Zenith, welches unangekündigt in Paris während eines Konzertes aufgenommen wurde. 
2009 veröffentlichten Archive das Album Controlling Crowds. Im April 2011 erschien mit Live in Athens die erste Live-DVD der Band. Das Konzert wurde im September 2010 im Athener Badminton Theater aufgezeichnet. 
Im August 2012 wurde ihr achtes Studioalbum With Us Until You’re Dead veröffentlicht. Außerdem wurde ihr Song Bullets für eine Folge der deutschen Krimiserie Ein Fall für zwei verwendet, wo er während eines Boxkampfes und einer nachfolgenden Flucht durch das Gebäude eingespielt wird. Der Titel You Make Me Feel aus dem Album Take My Head wird seit Oktober 2012 von dem Unternehmen L’Oréal weltweit in der Fernsehwerbung eingesetzt. Im Januar 2013 schmückte die Single Bullets den Teaser für das Computerspiel Cyberpunk 2077.
Im Mai 2014 erschien das Album Axiom und im Januar 2015 bereits dessen Nachfolger Restriction, aus dem schon im Oktober 2014 drei Singles (Kid Corner, Feel It und Black and Blue) vorgestellt worden waren.
2016 folgte das vergleichsweise stark von elektronischer Musik geprägte Album The False Foundation.
Zur Feier des 25-jährigen Bestehens der Band erschien 2019 das Best-of-Album 25, das neben der 2-CD-Ausgabe in der Deluxe-Edition auf 4 CDs bzw. 6 LPs 42 bzw. 43 Stücke enthält, davon 8 Neuveröffentlichungen. Begleitend dazu gab es eine Europa-Tournee. Ein Live-Album der Tour wurde Anfang 2020 für begrenzte Zeit zum kostenlosen Download angeboten; eine Veröffentlichung auf Tonträgern gibt es nicht.
2020 erschien während der Corona-Pandemie das Remixalbum Versions, das 10 neu abgemischte Stücke aus vergangenen Veröffentlichungen enthält.
Am 29. April 2022 erschien das 12. Studio-Album: Call To Arms & Angels auf 2 CDs oder 3 LPs. Die hierzu für den Herbst 2022 geplante und bereits vermarktete Konzertreihe musste im August 2022 wegen einer Darmkrebserkrankung von Darius Keeler um ca. ein Jahr verschoben werden.

## Diskografie
Alben

| Jahr | Titel                       | Höchstplatzierung, Gesamtwochen, AuszeichnungChartplatzierungen (Jahr, Titel, Platzierungen, Wochen, Auszeichnungen, Anmerkungen) | Höchstplatzierung, Gesamtwochen, AuszeichnungChartplatzierungen (Jahr, Titel, Platzierungen, Wochen, Auszeichnungen, Anmerkungen) | Höchstplatzierung, Gesamtwochen, AuszeichnungChartplatzierungen (Jahr, Titel, Platzierungen, Wochen, Auszeichnungen, Anmerkungen) | Anmerkungen                          |
| Jahr | Titel                       | DE | AT | CH | Anmerkungen                          |
| ---- | --------------------------- | --- | --- | --- | ------------------------------------ |
| 1996 | Londinium                   | — | — | — |                                      |
| 1999 | Take My Head                | — | — | — |                                      |
| 2002 | You All Look the Same to Me | DE57 (1 Wo.)DE | — | — |                                      |
| 2003 | Michel Vaillant             | — | — | — | Soundtrack zum Film Michel Vaillant  |
| 2004 | Noise                       | — | — | CH82 (4 Wo.)CH |                                      |
| 2004 | Unplugged                   | — | — | — | Unplugged-Album                      |
| 2006 | Lights                      | — | — | CH20 (8 Wo.)CH |                                      |
| 2007 | Live at the Zenith          | — | — | CH75 (1 Wo.)CH | Livealbum                            |
| 2009 | Controlling Crowds          | DE61 (1 Wo.)DE | — | CH7 (8 Wo.)CH |                                      |
| 2009 | Controlling Crowds Part IV  | — | — | CH21 (3 Wo.)CH |                                      |
| 2012 | With Us Until You’re Dead   | DE35 (1 Wo.)DE | AT47 (1 Wo.)AT | CH4 (9 Wo.)CH |                                      |
| 2014 | Axiom                       | DE57 (1 Wo.)DE | — | CH9 (7 Wo.)CH |                                      |
| 2015 | Restriction                 | DE37 (1 Wo.)DE | — | CH3 (6 Wo.)CH |                                      |
| 2016 | The False Foundation        | DE71 (1 Wo.)DE | — | CH15 (2 Wo.)CH |                                      |
| 2019 | 25                          | DE52 (1 Wo.)DE | — | CH28 (3 Wo.)CH | Kompilation (4-fach-CD)              |
| 2020 | Versions                    | DE60 (1 Wo.)DE | — | CH29 (2 Wo.)CH | Remixalbum                           |
| 2022 | Call to Arms & Angels       | DE6 (1 Wo.)DE | AT32 (1 Wo.)AT | CH6 (4 Wo.)CH | Erstveröffentlichung: 29. April 2022 |